# دیوید گویون
دیوید گویون (انگلیسی: David Guion؛ زادهٔ ۳۰ سپتامبر ۱۹۶۷) بازیکن فوتبال اهل فرانسه است.
از باشگاه‌هایی که در آن بازی کرده‌است می‌توان به باشگاه فوتبال ستاره سرخ، باشگاه فوتبال لیل، باشگاه فوتبال سدان، و باشگاه فوتبال آنژه اشاره کرد.